# ミスジチョウチョウウオ
ミスジチョウチョウウオ（三筋蝶々魚、学名：Chaetodon lunulatus）は、スズキ目チョウチョウウオ科に分類される魚類の一種。種小名は「新月」を意味する。　

## 形態
- 全長15cm[3]。
- 肌色の体側に縦の紫帯が並ぶ[4]。
- 和名の由来である3本の黒い帯（三筋）は、目を通る部分、尾鰭基部周辺、尾鰭にある[5]。

よく似た種

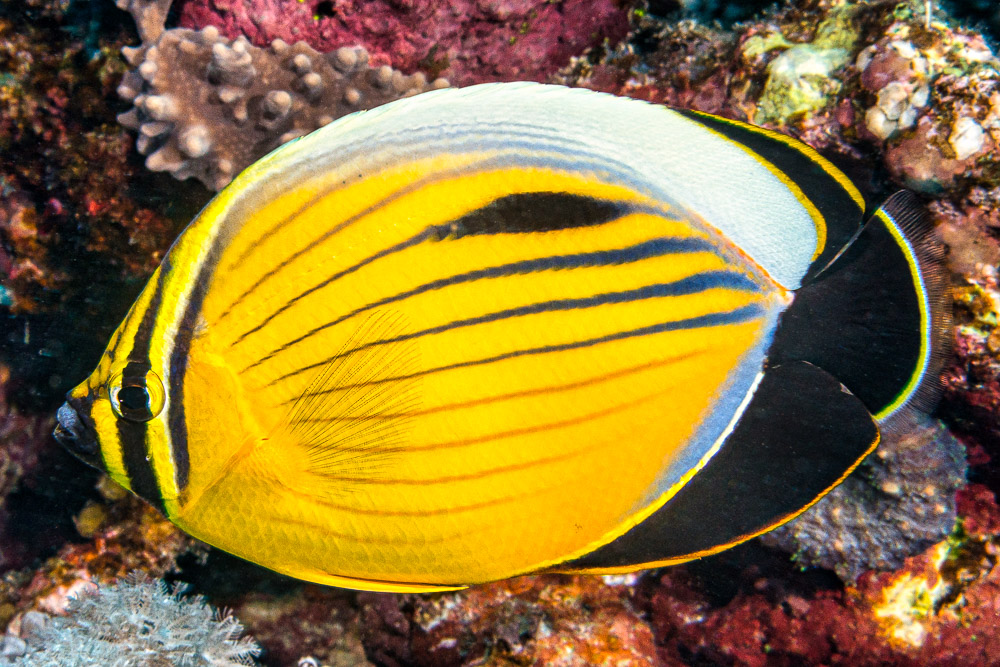
エクスクイジット・バタフライフィッシュ

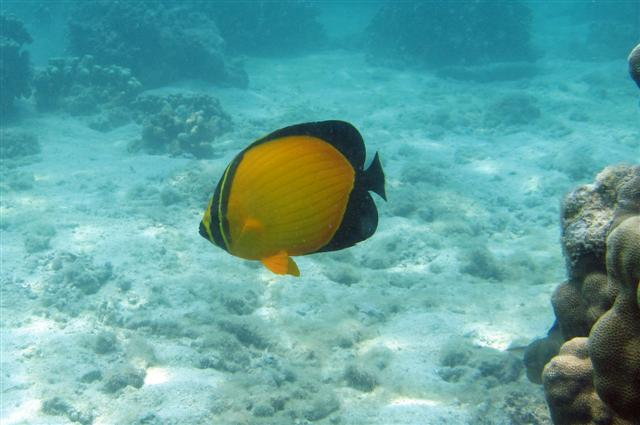
アラビアン・バタフライフィッシュ

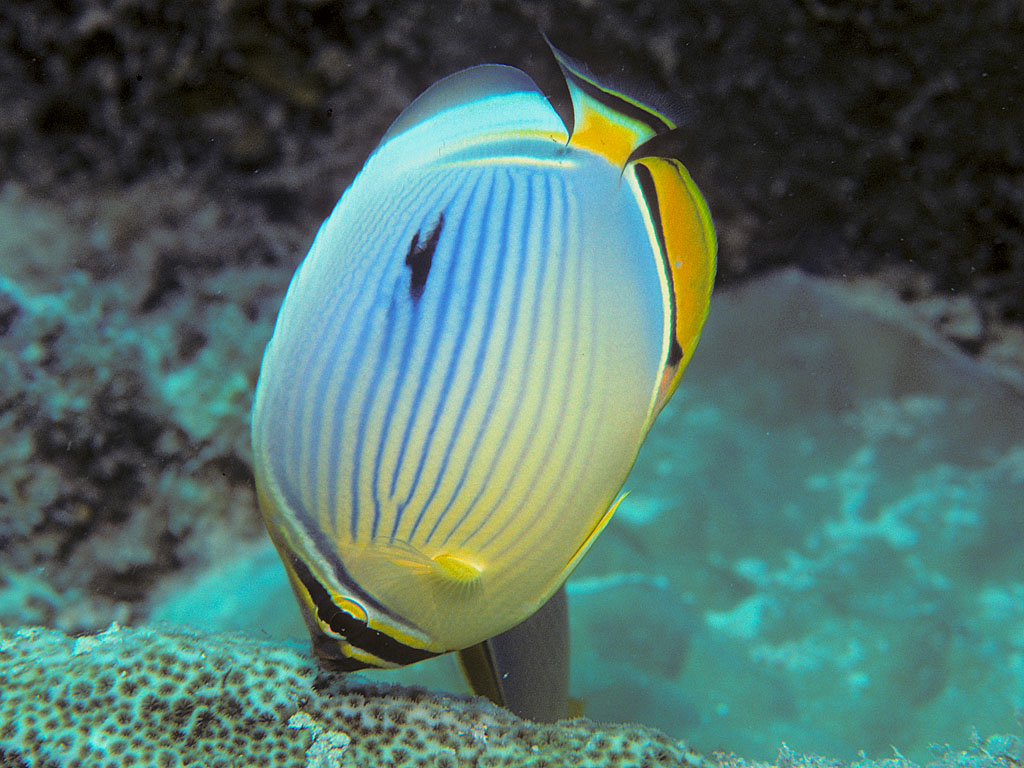
メロン・バタフライフィッシュ（インドミスジチョウチョウウオ）

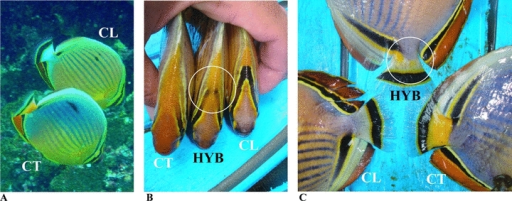
本種（CL）とインドミスジ（CT）の雑種

エクスクイジット・バタフライフィッシュ、アラビアン・バタフライフィッシュ、メロン・バタフライフィッシュ（インドミスジチョウチョウウオ）と、本種に似た種は複数存在し、本種もまた地域別に亜種としてさらに分類されることがある。
エクスクイジット・バタフライは紅海とその周辺に分布する。後部が黒い。
アラビアン・バタフライは紅海南部、アラビア海、ペルシア湾に分布する。オレンジ色の体側で、エクスクイジット・バタフライ以上に後部が黒い。
メロン・バタフライはインド洋に分布する。この種と本種は東部インド洋で分布が重なる。

## 生態
サンゴのポリプを専食する。
水深3-30mのサンゴ礁にペアで生息する。幼魚はミドリイシの隙間に隠れる。

## 分布
西部太平洋、東部インド洋の一部。

## 人とのかかわり
観賞魚。ポリプ食のため飼育は難しい。